# ドナト・サビア
ドナド・サビア（Donato Sabia、1964年9月11日 - 2020年4月8日）は、イタリアの男子陸上競技選手。

## 人物
- バジリカータ州ポテンツァ県ポテンツァ出身[1]。
- 1984年にスウェーデンのヨーテボリで開催された欧州室内選手権の800mで金メダルを獲得。同年のロサンゼルスオリンピックは5位、1988年のソウルオリンピックは7位となった[1]。
- 2020年に新型コロナウイルス感染症で、故郷ポテンツァの病院で集中治療室に入ったいたが、4月8日に死去。イタリア陸上競技連盟（英語版）が発表した[1]。